# Zé Carlos (football, 1965)
Pour les articles homonymes, voir Zé Carlos.
José Carlos Pereira do Nascimento, plus communément appelé Zé Carlos, est un footballeur brésilien né le 19 mars 1965 à Goiânia. Il évoluait au poste de défenseur central.

## Biographie

### En club
Zé Carlos dispute ses premières saisons en tant que professionnel au Brésil avec le CR Flamengo à partir de 1983,,.
En 1989, il rejoint le FC Porto. Il est sacré Champion du Portugal en 1990.
Prêté ensuite au Gil Vicente lors de la saison 1990-1991, il s'impose progressivement au fil des saisons dans l'arrière garde portiste.
Zé Carlos remporte ensuite à deux reprises le titre de Champion du Portugal en 1992 et 1993. Lors de la Ligue des champions 1992-1993, il réalise des prestations remarquées marquant un but lors de ses quatre premières apparitions en C1 alors qu'il est défenseur, fait uniquement égalé des années plus tard par les attaquants Alessandro Del Piero, Diego Costa et Erling Haaland.
Il remporte également la Coupe du Portugal en 1994.
A nouveau champion en 1995, il quitte le club ensuite en cours de saison 1995-1996, et remporte ainsi également le championnat de 1995-1996.
En 1996, il revient au Brésil représenter le CR Vasco pour une année.
Il est transféré à nouveau au Portugal pour jouer avec le CS Marítimo en 1996-1997.
Zé Carlos évolue sous les couleurs du club mexicain du Deportivo Toluca à partir de 1997 avant de raccrocher les crampons en 1998.
Zé Carlos joue au total 113 matchs pour 23 buts marqués en première division portugaise.
Au sein des compétitions européennes, il dispute 14 matchs pour 6 buts marqués en Ligue des Champions, 4 matchs pour aucun but marqué en Coupe des vainqueurs de coupe et 3 matchs pour un but inscrit en Coupe UEFA.

## Palmarès
FC Porto
- Championnat du Portugal :
  - Champion : 1989-90, 1991-92, 1992-93, 1994-95 et 1995-96.

- Coupe du Portugal :
  - Vainqueur : 1993-94.

- Supercoupe du Portugal :
  - Vainqueur : 1993 et 1994.